# Роанне, Артюс Гуфье
Артюс Гуфье (фр. Artus Gouffier, duc de Roannez или duc de Rouannais, 1627—1696) — губернатор Пуату, последний герцог де Роанне из рода Гуфье, один из самых близких друзей Блеза Паскаля.

## Биография
Сын Анри Гуфье, маркиза де Буази, графа Молеврье (1605—24 августа 1639) и Анн-Мари Пере (ум. 1676). В пятнадцать лет унаследовал титул герцога-пэра де Роанне от своего деда Луи Гуфье (1575—1642). Служил в армии, в 1649 году назначен лагерным маршалом. В 1651 году приобрёл должность губернатора Пуату. В этой провинции располагалась большая часть принадлежащих ему земель и резиденция герцога — замок Уарон (фр. Château d’Oiron). В 1654 году на церемонии коронования Людовика XIV герцог нёс шпагу короля. 

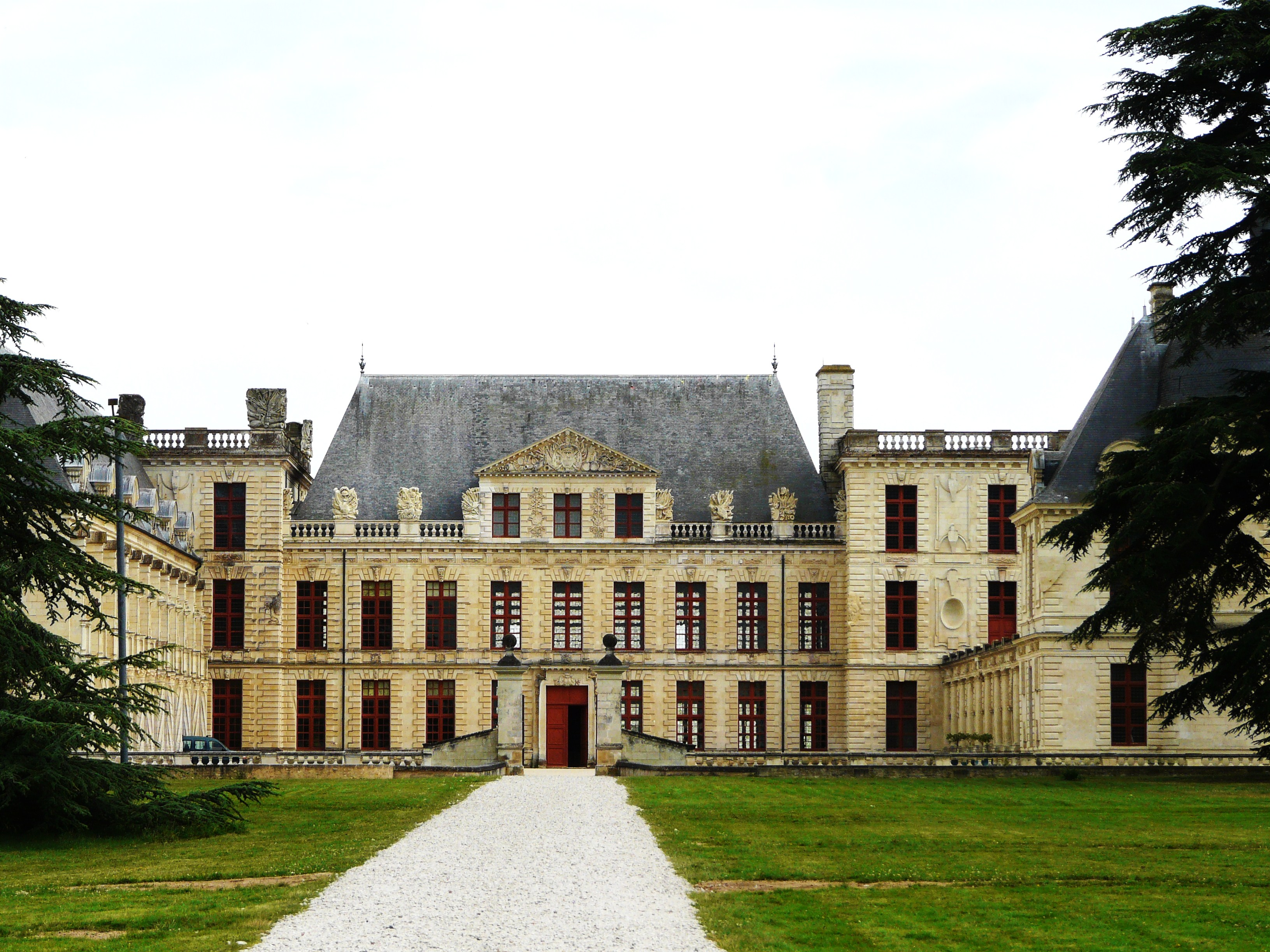
Перестроенный Артюсом Гуфье замок Уарон в Пуату

Познакомился в 1652 году с Блезом Паскалем. Между герцогом и учёным завязались дружеские отношения, подкреплённые общими интересами: воспитанный дедом в духе эпикуреизма, де Роанне тем не менее интересовался вопросами религии. Также он был увлечён математикой. Паскаль часто гостил в доме герцога, где для него была выделена особая комната.
Герцог де Роанне был одним из акционеров общества по осушению болот Пуату, куда привлёк также Паскаля. Под влиянием своего друга-учёного де Роанне проникся идеями янсенизма и изменил свой образ жизни: он отказался от брака с богатой наследницей мадемуазель де Месм и собирался стать отшельником Пор-Рояля, сложив с себя губернаторские полномочия. Подобные перемены не нашли поддержки в семье герцога, а сам Паскаль вследствие этого чуть не лишился жизни: однажды в его комнату в доме герцога ворвался слуга с кинжалом. От смерти учёного спасло лишь то, что в тот день он покинул дом раньше, чем делал это всегда.
В 1658 году герцог де Роанне убедил Паскаля, к тому времени почти отошедшего от научной деятельности и не собиравшегося предавать свои открытия гласности, опубликовать решения задач, связанных с исследованием циклоиды, проведя конкурс среди математиков по решению комплекса задач, связанных с этой кривой.
В 1662 году возглавил предприятие по устройству в Париже дешёвого общественного каретного движения (кареты получили позднее название омнибусов), идею создания которого подал Паскаль.
После смерти Паскаля в 1662 году Роанне предпринял попытку издать его философские труды.
Отказался от герцогского титула в пользу своей сестры Шарлотты, которая передала его (1667) своему мужу, Франсуа де Ла-Фёйяду, отцу знаменитого полководца.